# Hala Sultan Tekke
Hala Sultan Tekke ali mošeja Umm Haram (grško Τεκές Χαλά Σουλτάνας Tekés Chalá Soultánas; turško Hala Sultan Tekkesi) je mošeja in tekija na zahodnem bregu Larnaškega slanega jezera v Larnaki na Cipru. Umm Haram (turško Hala Sultan) je bila žena Ubada bin al-Samita, spremljevalca islamskega preroka Mohameda in rejenka Mohamedove matere Aminah bint Wahb.
Kompleks Hala Sultan Tekke sestavljajo ffmošeja]], mavzolej, minaret, pokopališče in bivalni prostori za moške in ženske. Izraz teke (samostan) se nanaša na stavbo, ki je bila zasnovana posebej za zbiranje sufijske bratovščine ali tariqa in se je morda nanašal na zgodnejšo značilnost lokacije. Današnji kompleks leži na obali Larnaškega slanega jezera, pomembnega najdišča iz prazgodovine. Hala Sultan Tekke je uvrščen na seznam antičnih spomenikov.

## Zgodovina

### Antika
V drugi polovici 2. tisočletja pred našim štetjem so območje Hala Sultan Tekke uporabljali kot pokopališče ljudje, ki so živeli na arheološkem najdišču, znanem kot Dromolaxia Vizatzia, velikem mestu iz pozne bronaste dobe, nekaj sto metrov na zahod. Številne grobnice iz pozne bronaste dobe (okoli 1650–1100 pr. n. št.) z bogato vsebino, ki so bile prvotno opredeljene kot arheološko najdišče po plenjenju v 1890-ih, je Britanski muzej v letih 1897–1898 izkopal pod vodstvom Henryja Beauchamp Waltersa in nato Johna Winterja Crowfoota; najdbe so bile razdeljene med Britanski muzej in Ciprski muzej. Sodobno naselbino je identificiral švedski arheolog Arne Furumark leta 1947, nekaj predhodnih izkopavanj pa je izvedel Oddelek za starine. Del tega mesta je od leta 1970 dalje izkopavala švedska arheološka misija, ki jo je vodil profesor Paul Åström, in se je izkazalo za glavno urbano središče Cipra pozne bronaste dobe.
Najnovejša izkopavanja v Hala Sultan Tekke, The New Swedish Cyprus Expedition, je izvedel profesor Peter M. Fischer z univerze v Göteborgu na Švedskem (2010-2012- ...; glej www.fischerarchaeology.se). Rezultati izkopavanj so vsako leto objavljeni v reviji Opuscula. Letnik švedskih inštitutov v Atenah in Rimu. Leta 2018 je Fischer na mestu odkril več grobnic, ki jih natančno raziskujejo. Grobnice so iz let 1500 in 1350 pred našim štetjem in so vsebovale artefakte iz bronaste dobe, ki kažejo na obsežno trgovino z blagom, ki je obstajala v tistem času.
Radarske raziskave (2010-2012) so pokazale, da je bilo mesto eno največjih v pozni bronasti dobi (približno 1600-1100 pr. n. št.), morda veliko kar 50 ha. Druga arheološka preiskava, ki jo je izvedel Oddelek za starine pod žensko četrtjo Hala Sultan Tekke, je razkrila stavbne ostanke iz poznega arhaičnega, klasičnega in helenističnega obdobja (6. – 1. stoletje pr. n. št.). Več najdb kaže, da je bilo mesto morda uporabljeno kot svetišče, vendar omejen obseg raziskav onemogoča dokončne zaključke o njegovi uporabi.

### Osmansko cesarstvo
Večina poročil vzpostavlja povezavo med mestom in smrtjo Umm Haram med prvim arabskim osvajanjem Cipra pod kalifom Muavijo med letoma 647 in 649, kar so kasneje zasledovali v celotnem obdobju Omajadov in Abasidov. Po teh poročilih je Umm Haram, ki je bila zelo stara, padla s svoje mule in umrla med obleganjem Larnake. Kasneje so jo pokopali tam, kjer je umrla. Po šiitskem prepričanju je njen grob na pokopališču Jannatul Baqi v Medini v Saudovi Arabiji.
Med osmansko upravo nad Ciprom so okoli grobnice postopoma zgradili kompleks mošeje. Grobnico je v 18. stoletju odkril derviš šejk Hasan, ki je tu tudi zgradil prvo stavbo. Derviš Hasan je uspel prepričati upravne in verske oblasti o sveti naravi mesta in z dovoljenjem, ki ga je prejel, je okoli grobnice leta 1760 zgradil svetišče in ga dal okrasiti. Lesene ograje okoli grobnice bi zgradil osmanski guverner na Cipru iz 19. stoletja, Seyyid Elhac Mehmed Agha, ki jih je njegov naslednik Acem Ali Agha zamenjal z bronastimi ograjami in dvojimi vrati.
V drugem poročilu je Giovanni Mariti, ki je obiskal Ciper med letoma 1760–1767, zapisal, da je svetišče zgradil ciprski guverner, ki ga imenuje Ali Agha. Po Maritiju so do leta 1760 kot gradbeni material uporabljali kamenje stoječe cerkve v bližnji porušeni vasi. V drugem viru je omenjeno, da je gradnjo mošeje začel ciprski guverner Seyyid Mehmed Emin Efendi v klasičnem otomanskem slogu in je bila dokončana novembra 1817.
Pomožna poslopja so bila popravljena leta 2004, trenutno pa poteka obnova mošeje in minareta. Obe pobudi sta bili izvedeni s podporo Programa za razvoj dveh skupnosti, ki ga financirata USAID in UNDP, izvaja pa ga UNOPS.

## Lega
Nad vhodnimi vrati v vrt Tekke je osmanski napis z datumom 4. marec 1813. Monogram sultana Mahmuda II. je prikazan na obeh straneh napisa in se glasi: »Hala Sultan Tekke je zgradil božji ljubljeni veliki guverner osmanskega Cipra«. Sam vrt je zasnoval paša in je postal znan kot »Pašin vrt«. Kompleks stavb ob tekiji je bil znan kot »Gülşen-Feyz« (rožni vrt izobilja ali razsvetljenja). Severno (levo) od vhoda je bilo nekoč moško gostišče. Na desni strani vhoda je bilo še eno gostišče, od katerega je bil en blok rezerviran za moške (Selamlik), drugi pa za ženske (Haremlik). Običaj je bil, da so obiskovalci prisegli, da bodo služili Hala Sultan Tekke, če so bile njihove želje uresničene. Kupolasta mošeja je kvadratne oblike z balkonom in je zgrajena iz rumenih kamnitih blokov. Minaret je bil popravljen leta 1959.
Grobnica Umm Haram je za mošejsko steno kible (v smeri proti Meki). Tukaj najdemo nadaljnji napis iz leta 1760. Poleg nje so še štiri grobnice, od katerih sta dve grobnici nekdanjih šejkov. Druga pomembna grobnica je dvonivojski marmorni sarkofag z datumom 12. julij 1929. Grobnica pripada Adile Hüseyin Ali, ki je bila turška žena Huseina bin Alija, šarifa iz Meke iz Hašemitske hiše, sam vnuk osmanski veliki vezir Koca Mustafa Reşid paša in Mohamedov potomec. Na vzhodnem vogalu mošeje in tekije je pokopališče, ki so ga okoli leta 1899 zaprli za pokope. Tu so pokopani številni nekdanji turški upravitelji.
Nasproti mošeje je osmerokotni vodnjak, ki ga je okoli leta 1796-1797 zgradil takratni guverner Cipra Silahtar Kaptanbaşı Mustafa aga. Podatek o gradnji je zapisan na marmornem napisu na vodnjaku. Na drugem napisu iz leta 1895, ki so ga nedavno odkrili na tekijskem vrtu, piše, da je bila infrastruktura za dovod vode zgrajena po navodilih sultana  Abdul Hamida II.

## Pomen
Čeprav je bila mošeja priznana kot sveti kraj za ciprske turške muslimane, so jo sodobni viri opisali kot mošejo, ki jo častijo vsi muslimani. V oceni okoljskih in kulturnih dobrin Cipra je profesor George E. Bowen, višji Fulbrightov štipendist na Univerzi v Tennesseeju, opisal Hala Sultan Tekke kot tretje najsvetejše mesto za muslimane na svetu. To stališče so ponovili tudi drugi viri, vključno z Razvojnim programom Združenih narodov na Cipru  in Oddelkom za starine ciprske uprave. Drugi opisujejo mesto kot četrto najpomembnejše mesto v islamskem svetu, za Meko, Medino in Jeruzalemom. Ker je mesto v grškem nemuslimanskem delu razdeljenega otoka, so romarski obiski mesta redki.
Poleg posegov na cesarski ravni in visokih upraviteljev za vzdrževanje in razvoj kompleksa so v času Osmanskega cesarstva ladje pod osmansko zastavo obesile svoje zastave na pol jambora, ko so bile ob obali Larnake in pozdravljale Hala Sultan s topovskimi streli.

## Galerija
- Hala Sultan Tekke z Larnaškim slanim jezerom v ospredju
- Zračna fotografija Larnaškega slanega jezera (pozimi) s Hala Sultan Tekke
- Hala Sultan Tekke.
- Notranjost Hala Sultan Tekke